# Raheem the Dream
Raheem the Dream (Micaiah Raheem) é um artista de rap americano de Atlanta, Geórgia; foi um artista pioneiro na cena hip hop de Atlanta.